# Wernyhora (obraz Jana Matejki)
Wernyhora (inne tytuły: Lirnik, Wieszczba ukraińskiego lirnika) – obraz olejny namalowany przez polskiego malarza Jana Matejkę w 1884 roku, znajdujący się w zbiorach Galerii Sztuki Polskiej XIX wieku w Sukiennicach, będącej oddziałem Muzeum Narodowego w Krakowie.

## Opis
Wieszcz i lirnik ukraiński Wernyhora żyjący w drugiej połowie XVIII wieku (według niektórych badaczy postać legendarna, wywodząca się z ukraińskich opowieści ludowych) zasłynął z proroctw politycznych dotyczących losu Rzeczypospolitej i Ukrainy, w których miał przewidzieć powstania kozackie, rozbiory Polski, zakończone klęską powstania narodowowyzwoleńcze i odzyskanie suwerenności przez Polskę. W okresie zaborów i w czasach optymistycznej wiary w odrodzenie Rzeczypospolitej, przepowiednie Wernyhory cieszyły się dużym powodzeniem, a on sam stał się bohaterem dzieł literackich i malarskich.
Jan Matejko przedstawił Wernyhorę z krzyżem prawosławnym na piersi jako głównego bohatera w momencie wieszczego natchnienia. Jego masywną postać z rękami uniesionymi ku górze w dramatycznym geście podtrzymuje młoda Ukrainka w narodowym stroju ukraińskim i młody Kozak. U jego stóp znajduje się lira korbowa, jako symbol doniosłości pieśni przechowującej pamięć o dziejach polskiej wspólnoty narodowej. Nad głową wieszcza księżyc wschodzi niczym złocista aureola wskazując, iż jest wybranym i uduchowionym „człowiekiem Bożym”.
Wokół Wernyhory znajdują się jeszcze szlachcic polski Nikodem Suchodolski spisujący piórem przepowiednię, ukraiński hajdamaka z rusznicą w ręku, prawosławny pop ze splecionymi palcami siedzący nad stertą noży, para młodych ludzi powstrzymywana ruchem dłoni przez kobietę obok wieszcza oraz pacholę obejmujące ryngraf przedstawiający Matkę Bożą z Dzieciątkiem.

## Wymiar symboliczny
Zbiorowisko postaci i przedmiotów wokół niego oraz fakt, że scena odgrywa się w nocy, mają alegoryczne znaczenie. Odnoszą się do politycznych i religijnych stosunków polsko-ukraińskich oraz nadciągającej antypolskiej i antyszlacheckiej koliszczyzny (1768), walk konfederatów barskich (1768–1772) i hekatomby Rzeczypospolitej (1795).
Obraz Matejki powstał w latach napięć w stosunkach rusko-polskich, wywołanych nieprzyjazną polityką cara wobec Polaków. Stanowi on więc jego stanowisko wobec zaistniałej wówczas sytuacji, toteż kryje on rozbudowany kontekst polityczny, opracowany m.in.: przez Pencakowskiego i Słoczyńskiego.
Wernyhora w biało-czerwonym stroju jest tutaj alegorią Rzeczypospolitej przedrozbiorowej, metaforą propolskich przekonań politycznych.
Pacholę w sukmanie symbolizuje odradzającą się Polskę, której pisane jest długie pielgrzymowanie (torba podróżna, kapelusz, kij).
Źródłem siły odrodzonej Polski są wartości religijne, moralne i etyczne (ryngraf): one ją bronią na wzór błogosławiącej dłoni Wernyhory, Polski Dawnej (odniesienie do Mojżesza i jego roli w bitwie Izraelitów z Amalekitami), bronią ją przed zagrożeniem, które zostało tutaj zaprezentowane przez popa ze stosem noży, oznaczającym […] carską politykę przemocy, która zastąpiła […] politykę dobrowolnej unii realizowaną przez dawną Rzeczpospolitą.
W przyszłości nastąpi zbratanie powaśnionych narodów, co jest uwidocznione w pierścieniu znajdującym się w zasięgu ręki dziecka i jego odpowiedniku na palcu Ukrainki podtrzymującej wieszcza.

## Idee, inspiracje, wpływy i reakcje

### Zarys idei stosunków polsko-ruskich w XIX wieku
W XIX w powszechnie króluje idea tzw. słowianofilstwa, odnosząca się zarówno do polskiej, jak i rosyjskiej odmiany. Ilustruje ona pewne konstrukcje polityczne i filozoficzne, głoszące hasła ogólnej między nimi jedności, jednakowoż mamy odmienną rzeczywistość.

### Sytuacja kulturowa i polityczna Rusinów w XIX stuleciu
Rozbiory, którymi było rozbicie ziem polskich między trzy państwa, objęły również terytoria zamieszkałe przez ludność ruską, znalazły się więc pod panowaniem dwóch mocarstw: Rosji i Austrii. Uwarunkowało to zupełnie różne drogi i dążenia Rusinów będących pod panowaniem carskim i zamieszkujących Galicję. W obu przypadkach dążenia narodowe Rusinów ścierały się z dążeniami niepodległościowymi Polaków, którzy przez cały wiek XIX wierzyli w odtworzenie Rzeczypospolitej w przedrozbiorowych granicach. Wraz z rozwojem świadomości narodowej wśród mieszkańców ziem dawnej Rzeczypospolitej, zmieniały się też wzajemne relacje między poszczególnymi narodowościami.
W pewnym momencie nastąpiło swoiste “przebudzenie” narodowe Rusinów galicyjskich, cechujące się zainteresowaniem młodzieży folklorem, językiem i przeszłością kraju, co zaowocowało twórczością literacką w szerokim zakresie, wzbudzające podziw i angaż polskiej młodzieży.
Wizerunek Rusi i jej przeszłości kształtował w młodym polskim pokoleniu dorobek literacki przedstawicieli tzw. szkoły ukraińskiej [...] Fakt opisywania niezwykłości Rusi-Ukrainy nie przeszkadzał im postrzegać jej w dalszym ciągu jako nierozłącznej części Rzeczypospolitej. Romantyczna wizja tych ziem – niezależnie od tego, czy w ujęciu sielankowym czy pełnym grozy – była podzielana przez [...] polską młodzież, w tym również Matejkę. Najlepszym przykładem wierności wyobrażeniom polskich, a nie ruskich literatów jest słynny obraz “Wernyhora”, który bez wątpienia powstawał z inspiracji utworami autorów “szkoły ukraińskiej”, a zwłaszcza dzieł Juliusza Słowackiego. Była to jednak nie tyle wiedza o realnych stosunkach we wschodniej części Galicji, ile pewne romantyczne wyobrażenie przeszłości.
Należy mieć na uwadze, że tekst tzw. przepowiedni Wernyhory opublikowano w grudniu 1830, co już wtedy wzbudziło spore zainteresowanie w kulturze. Nadanie tej postaci tajemniczości, autentyczności przypisywanych mu proroctw i uwarunkowań politycznych zapoczątkowało proces przekształcania się wieszcza w trwały mit zakorzeniony w polskiej świadomości narodowej.

### Wpływ Matejki na „lirnikomanię”

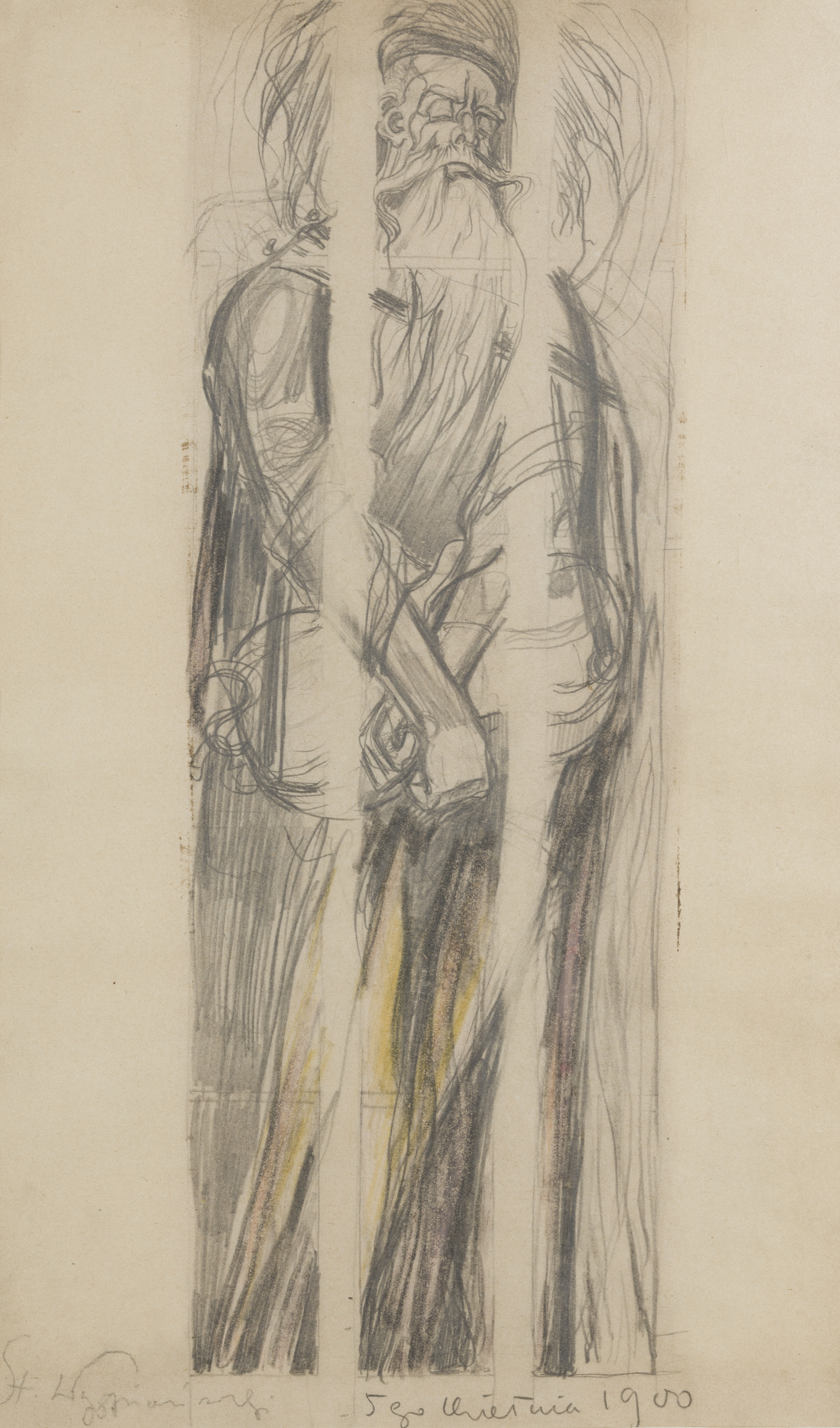
Stanisław Wyspiański, Wernyhora, szkic do ołtarza w Katedrze Wawelskiej

Matejko kształcił w krakowskiej Szkole Sztuk Pięknych zarówno Polaków, jak i Rusinów. Pojawiają się więc konkretne inspiracje z dzieł Matejki lub dzieła podejmujące te same tematy, które poruszał w swej twórczości Matejko, będące pewnym naśladownictwem uczniów zarówno ukraińskich, jak i polskich.
Postać Wernyhory uczynił kluczową dla swojego Wesela Stanisław Wyspiański, o czym wspomina Stanisław Estreicher:
[...] w jakiś czas może w dobry miesiąc po tym weselu [...] przyniósł mi Wyspiański i przeczytał scenę świeżo przez siebie napisaną, w której toczyły rozmowę dwie osoby: Włodzimierz Tetmajer i Wernyhora, opowiadał mi, że stojąc w drzwiach pokoju, w którym tańczono [...] widział na ścianie reprodukcję Matejkowskiego “Wernyhory”, od dawna zajmującego jego wyobraźnię. I zadał sobie wówczas pytanie: co by to było, gdyby nagle z tej ściany zstąpił Wernyhora, przynosząc wieść, iż wypełnia się jego proroctwo i że przyszedł czas wyzwolenia z niewoli?

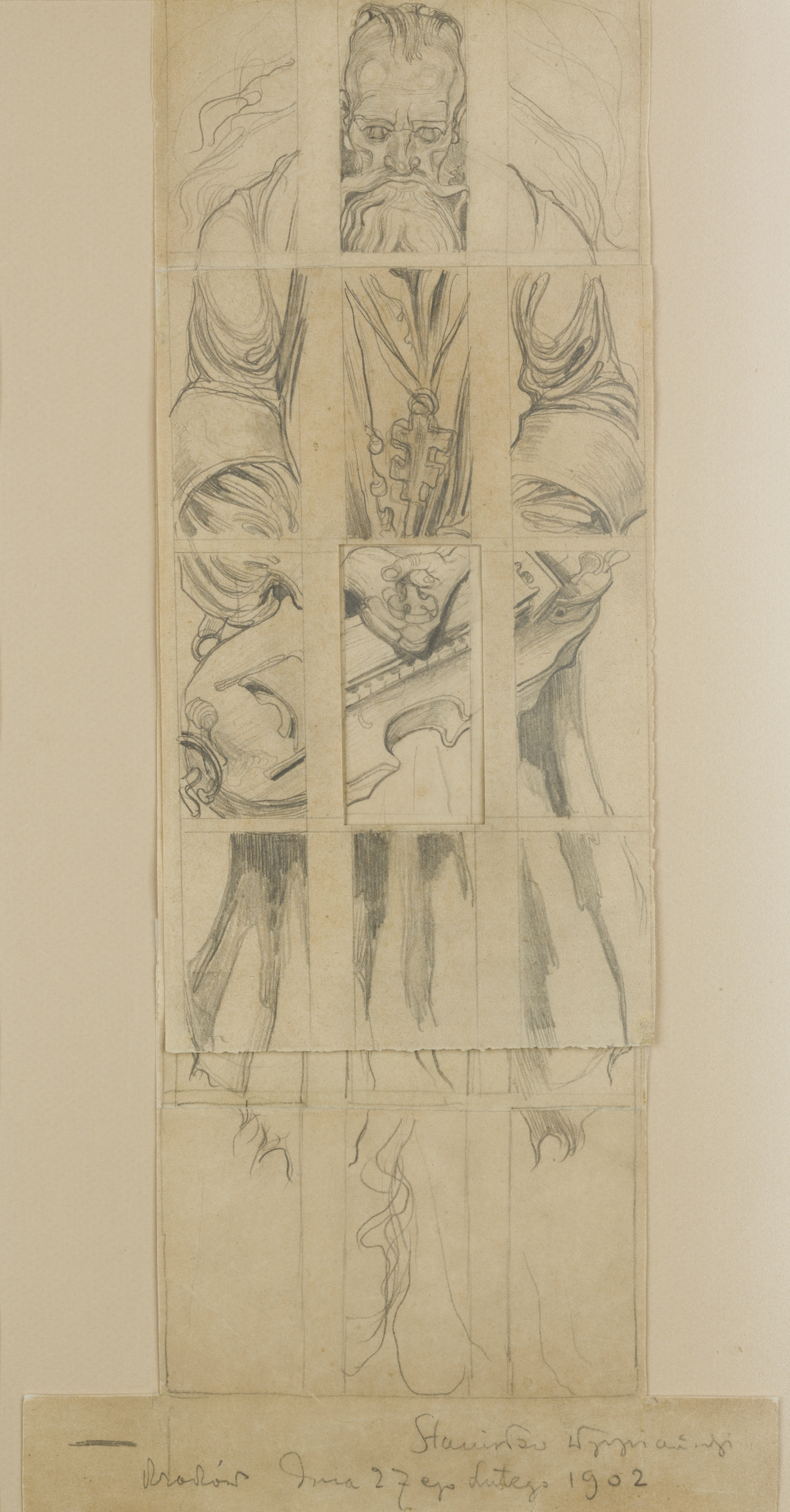
Stanisław Wyspiański, Wernyhora, szkic do ołtarza w Katedrze Wawelskiej

Oprócz Wesela, Wyspiański uczynił Wernyhorę także bohaterem rapsodu, oraz próbował umieścić go na witrażu przeznaczonym dla katedry wawelskiej. Jego kompozycja wykazuje bezpośrednią inspirację obrazem Matejki, który, jako nauczyciel Wyspiańskiego, miał na jego twórczość ogromny wpływ.
Jednakowoż w tym czasie mit Wernyhory już bardzo się rozpowszechnił w polskiej kulturze, toteż panowała ogólna świadomość przekazu jego przepowiedni. Niemniej jednak Matejko wydatnie przyczynił się poprzez namalowanie tego obrazu do dalszej ewolucji tego mitu:
[...] w XIX w dysponujemy już całym szeregiem innych lirników pojawiających się na obrazach polskich twórców, wobec których trudno udowodnić, czy wzorowali się na krakowskim malarzu, czy podlegali ogólnej tendencji “lirnikomanii”, do której rozbudzenia obok Leona Kaplińskiego (“Wernyhora” z 1855 roku) swym dziełem przyczynił się właśnie Matejko.

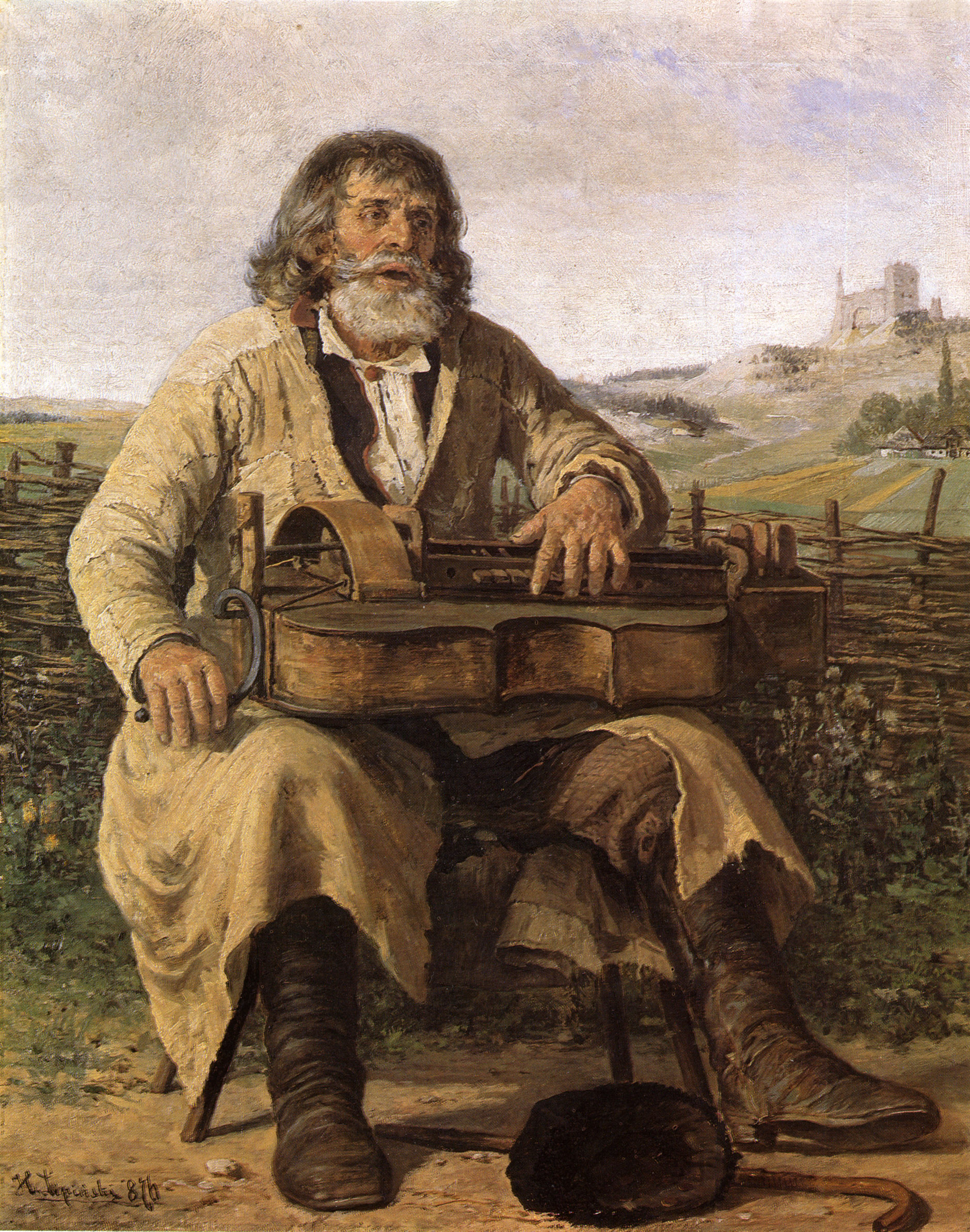
Hipolit Lipiński, Lirnik

W pewnym momencie wykształca się pewien kanon przedstawienia, zawierający jako główny atrybut lirę z kobrą, jako symbol proroczego, filozoficznego ducha. W późniejszym malarstwie środowiska polskiego widoczna jest owa powtarzalność, głównie wśród uczniów mistrza, np. Hipolit Lipiński i jego obraz Lirnik,, a w czasie późniejszym spora (i wciąż wzrastająca) liczba reprodukcji do książek.

### Komentarz Stanisława Tarnowskiego
Jednakowoż wszystko ma swoją drugą stronę medalu. Stanisław Tarnowski, jeden z głównych monografistów Jana Matejki, nie dał się porwać ogólnej uciesze, a co za tym idzie, dostrzegł pewne błędy i niedociągnięcia w sposobie nie tyle ideologii, ile przedstawienia:
[...] Matejko miał w nim szczególne upodobanie, cenił wyżej od wielu swoich obrazów. Nęciła go fantastyczna postać ukraińskiego znahora, a w tej wszechstronności, z jaką obejmował różne chwile i różne pierwiastki historyi polskiej, brakłoby jednego tonu, gdyby nie malował nic ruskiego i nic proroczego. Pojmuje się, że chciał stworzyć i Wernyhorę. Ale, zdaniem naszem, jest to jeden z tych obrazów, które niezupełnie odpowiedziały zamiarowi swego autora. Grupa jest pięknie ułożona; wszystkie figury skupione około Wernyhory, i zgorączkowym niepokojem chwytające jego słowa: młody kozak, pop, szlachcic, mają bardzo wiele charakteru. Ale prorokujący Wernyhora sam, mniejsza o to, że w sile męskiego wieku, kiedy wyobraźnia ludu i każda inna widzi go starcem, Wernyhora w swojem natchnieniu jest tak nad miarę patetyczny, jak był w swoim czasie Reytan i Kopernik. Księżyc zaś, który za nim wstaje, jest tak blisko, że wydaje się, jak żeby aureola około głowy świętego, a nie świeci, ani oświeca. Prawda, że tarcza księżyca, zanim się jeszcze wzniosła wyżej nad ziemię, niema blasku, a ma taki kolor czerwono-żółty, jak tu na obrazie. Ale i wtedy jeszcze jest otoczona jakąś atmosferą lekką i światlaną; tu w obrazie księżyc jest jakimś ciałem stałem, a nie świecącem, jak krąg wosku na przykład.

## Długi proces tworzenia
W 1875 roku Matejko rozpoczyna malowanie Wernyhory, jednak […] obraz ten, ledwie podmalowany, zostaje w pracowni artysty. Przez kilka lat źródła wykazują swoiste milczenie odnośnie obrazu, aż do 1878, kiedy Zamówił mnie [Gorzkowskiego] […] do pozowania Wernyhory, który ma potem malować.
8 sierpnia 1878 Gorzkowski pisze: Byłem w pracowni i widziałem naszkicowany nowy obraz w większych rozmiarach: “Wernyhorę”; mówił mi, [Matejko], że będę mu pozować do szlachcica, który proroctwo Wernyhory spisuje.
Kolejna informacja pojawia się w styczniu 1880 roku, kiedy to odbyło się malowanie głów w obrazie; […] obraz ten, tylko od czasu do czasu robiony i nie skończony jeszcze, zostaje w pracowni artysty.
1882 […] obrazie, który na tle dziejów rusińskich wyobraża Wernyhorę w chwili proroctwa.
Kwiecień 1883: Dla rozmaitości lubił Matejko jednocześnie dwa malować obrazy; zaczął więc dalej malować obraz Wernyhory. Do starosty Suchodolskiego, który spisywał proroctwa kozaka, ja pozowałem; do kozaka trzymającego proroka – Niedzielski ze Śledziejowic; a do osoby Wernyhory – ogrodnik Wydrowski, którego twarz jednak znacznie przekształcił.
Zakończenie prac nad dziełem miało miejsce w listopadzie 1883 roku, po niemalże 8 latach.

## Szkic do obrazu

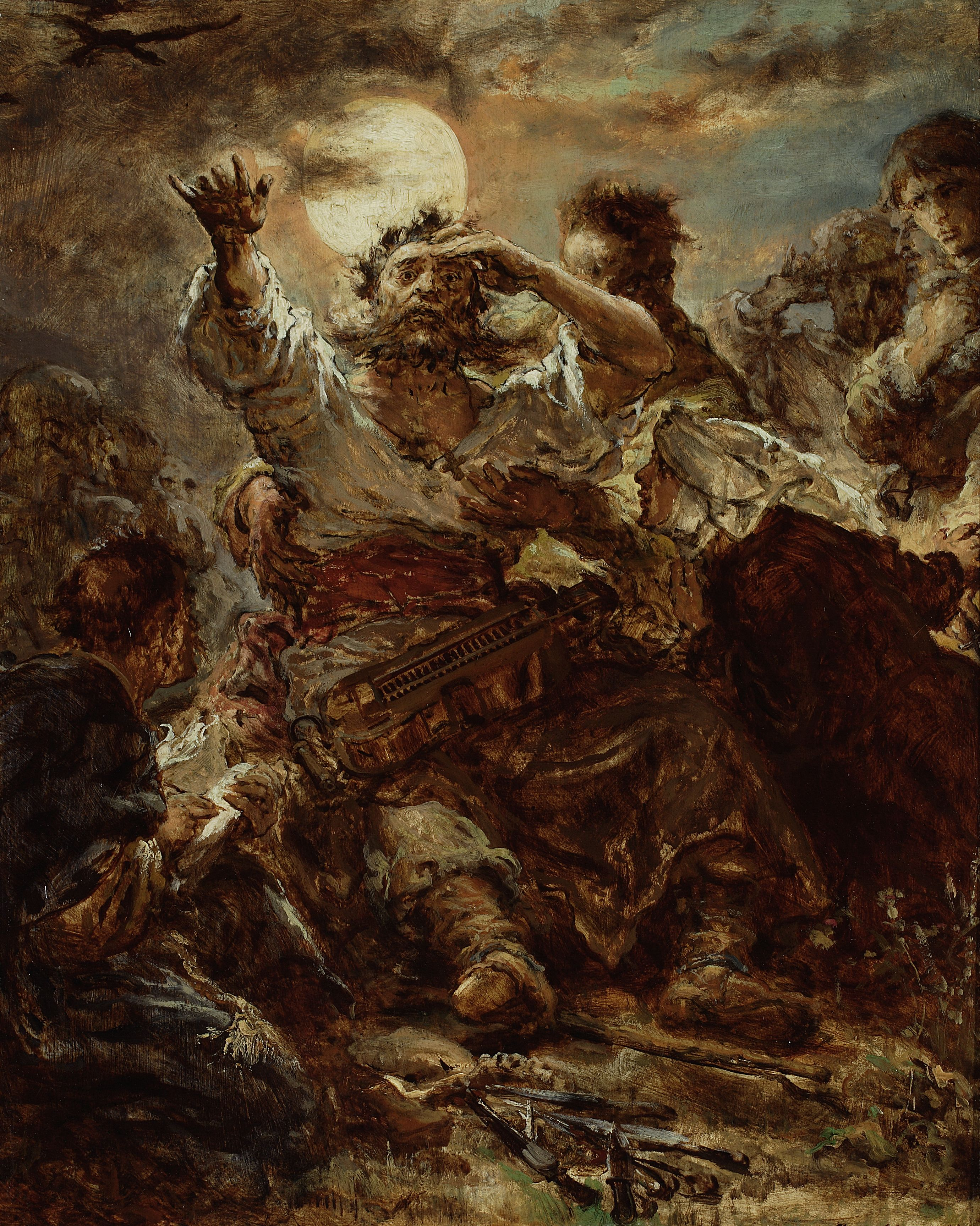
Jan Matejko, szkic do Wernyhory

Wykonany został na desce mahoniowej o wymiarach 36,5×29,5 cm w 1875 roku. Kompozycja szkicu w ogólnym zakresie pokrywa się z obrazem, pojawia się jednak odmienne rozplanowanie postaci wokół wieszcza i inny wyraz jego twarzy, dodatkowo brak pacholęcia i popa na pierwszym planie, a także odmienne ujęcie rekwizytów i nietoperzy.

## Wystawy
- 1884: Kraków, TPSP; Lwów, wystawa Jana Matejki; Wrocław; Poznań, Pałac Działyńskich; Berlin, LVII Ausstellung der Koniglichen Akademie der Kunste
- 1887: Kraków, MN Sukiennice; Wiedeń, Osterreichischer Kunstverein
- 1893: Chicago, World’s Columbian Exposition
- 1894: San Francisco, California Midwinter International Exposistion
- 1900: Kraków, TPSP
- 1938: Kraków
- 1953: Kraków, MN, wystawa dzieł Matejki w 60. rocznicę jego śmierci
- 1959: Sofia, Nacionałna Chudożestwena Galerija; Bukareszt, Muzeul de Arta; Budapeszt, Szepmuveszeti Muzeum
- 1987: Belgrad, Narodni Muzej; Nowy Sad, Wojwobanski Muzej; Sarajewo, Imjetnicki Pawilon Collegium Artisticum[3]